# 一條和生
一條 和生（いちじょう かずお、1958年10月13日 - ）は、東京都出身の日本の社会学者、経営学者。一橋大学名誉教授。IMD(International Management & Development、スイス・ローザンヌ)教授。日本ナレッジ・マネジメント学会会長。専門は、経営組織論・イノベーション・知識創造理論。

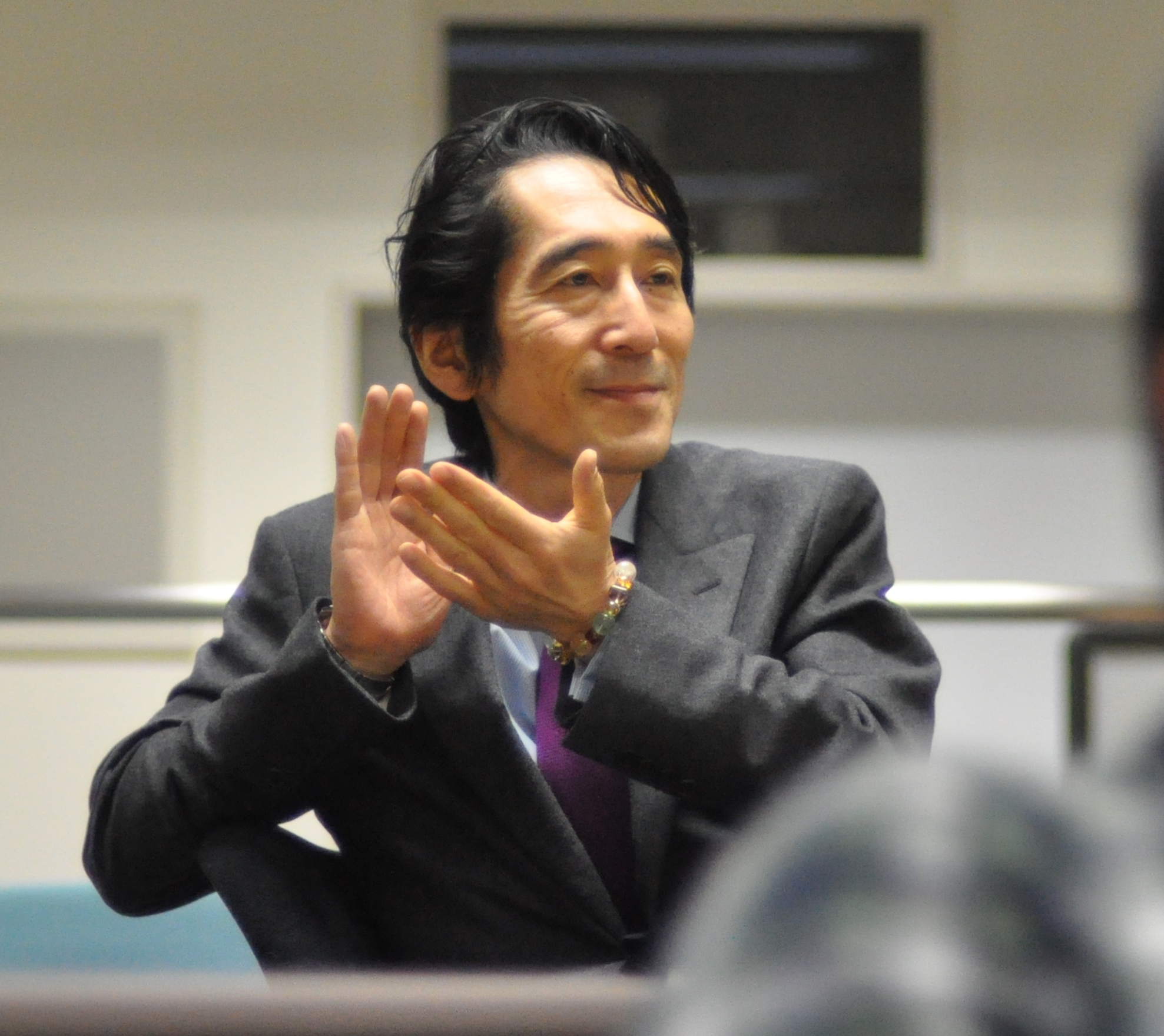
一條和生教授

## 学歴

### 学校歴
- 1977年3月 東京都立千歳高等学校（現・東京都立芦花高等学校）卒業
- 1982年3月 一橋大学社会学部卒業、大陽寺順一ゼミ出身[1]
- 1982年4月 一橋大学大学院社会学研究科修士課程入学
- 1984年3月 同課程修了
- 1984年4月 一橋大学大学院社会学研究科博士課程進学
- 1987年3月 同課程修了、指導教官大陽寺順一[2][1]
- 1991年9月 ミシガン大学経営大学院（The University of Michigan, School of Business Administration）博士課程（Ph.D. program）入学
- 1995年 5月　ミシガン大学経営大学院、博士号（Ph.D.）取得（経営学）

### 学位
- 社会学士（1982年・一橋大）
- 社会学修士（1985年・一橋大院）
- 経営学博士Ph.D（1995年・ミシガン大経営大学院）

## 職歴
- 1987年4月 文部省日本学術振興会特別研究員
- 1988年3月 文部省日本学術振興会特別研究員中途辞退
- 1988年4月 一橋大学社会学部専任講師
- 1993年10月 一橋大学社会学部助教授[3]
- 2000年3月 ボッコーニ大学（イタリア、ミラノ）客員教授
- 2000年4月 一橋大学大学院社会学研究科助教授に配置替え
- 2000年4月 一橋大学大学院国際企業戦略研究科助教授（兼担）
- 2000年4月 科学技術庁科学技術会議専門委員
- 2001年4月 一橋大学大学院社会学研究科教授
- 2001年6月 株式会社電通国際情報サービス監査役[3]
- 2002年4月 IMD(International Management & Development)客員教授(日本人初)[4]
- 2004年9月 IMD教授
- 2005年3月30日 株式会社シマノ取締役[3]
- 2005年6月 株式会社バンダイナムコホールディングス取締役
- 2007年4月 一橋大学大学院国際企業戦略研究科教授[3]
- 2009年6月 カルビー株式会社取締役
- 2010年9月　株式会社東芝経営諮問委員
- 2011年6月 コマースリンク株式会社取締役
- 2012年7月 株式会社NTTデータアドバイザリーボードメンバー
- 2014年4月 一橋大学大学院国際企業戦略研究科長[3]
- 2015年6月 株式会社電通国際情報サービス取締役[3]、パナホーム株式会社取締役
- 2017年6月 ぴあ株式会社取締役[3]
- 2018年1月 株式会社ワールド取締役[5]
- 2018年4月 一橋大学大学院経営管理研究科国際企業戦略専攻専攻長[5]
- 2019年 事業構想大学院大学プロボスト・特別招聘教授[6]、日本ナレッジ・マネジメント学会会長[7]
- 2020年 一橋大学大学院経営管理研究科国際企業戦略専攻専攻長[6]
- 2022年 一橋大学名誉教授[8]、国際経営開発研究所（IMD）教授、株式会社十六フィナンシャルグループエグゼクティブ・アドバイザー[9]

## 文筆活動

### 著書
- 『バリュー経営： 知のマネジメント』東洋経済新報社, 1998
- Enabling Knowledge Creation: How to Unlock the Mystery of Tacit Knowledge and Release the Power of Innovation. (as the second author with Ikujiro Nonaka and Georg von Krogh) New York and London: Oxford University Press, 2000
- 『ITとリーダー革命：変革の成功はリーダーで決まる』PHP研究所, 2000
- 『実践　ナレッジマネジメントーソーシャル・アーキテクチャとビジネス・アーキテクチャの革新』(共著) NECメディアプロダクツ, 2001
- 『ナレッジ・イネーブリング』(野中郁次郎らと共著)東洋経済新報社, 2001

### 論文
- 「日本企業変革のためのハンドブック」（ノール・Ｍ・ティシーとの共著）ノール・M・ティシー, ストラトフォード・シャーマン著『ジャック・ウェルチのGE 革命』東洋経済新報社, 1994
- "Creating Knowledge in the Process Organization." (as the second author with Ikujiro Nonaka) Advanced Study in the Strategic Management vol. 14, 1997
- "Develop Knowledge Activists!" (as the third author with Georg von Krogh and Ikujiro Nonaka) European Management Journal vol. 15 no. 5, 1997
- "Managing Cross-divisional Interconnections to Create Knowledge-based Competence in a Multi-divisional Firm." (as the first author with Ikujiro Nonaka) Proceedings of the Strategic Management Society. John Wiley and Sons, 1998
- "Knowledge Enablers: Developing and Managing Knowledge-Based Competence of a Firm." (as the first author with Georg von Krogh and Ikujro Nonaka) in Georg von Krogh, Johan Roos and Dirk Klein (eds.), Knowing in Firms: Understanding, Managing and Measuring Organizational Knowledge. London: Sage, 1998
- 「Knowledge Management in Action: GE における知的資本の活用」『ナレッジ・マネジメント研究年報』日本ナレッジ・マネジメント学会, 1999
- 「組織における知識創造のイネーブラーとしてのケア：ビジネスと社会のリンク」『一橋論叢』123(2), 2000
- 「知識は競争力の源泉か」『マネジメントの論点』寺元義也他編, 生産性出版, 2000
- "Bringing Care into Knowledge Development of Business Organizations." (as the second author with Georg von Krogh and Ikujro Nonaka) in Ikujiro Nonaka and Toshihiro Nishiguchi (eds.), Knowledge Emergence. New York and London: Oxford University Press, (Forthcoming)
- "Knowledge Exploration and Knowledge Exploitation" Nick Bontis and Chun Wei Coo (eds.), The Strategic Management of Intellectual Capital and Organizational Knowledge: A Collection of Readings. Oxford University Press, 2001
- 「ナレッジ・イネーブリング：知識創造理論の実践を目指して」『組織科学』36(1), 2002
- 「階層を超えた『教え、学びあう』関係づくり」ダイヤモンド社『リーダーシップ・ストラテジー』2002.春, 2002
- 「ビジョンとは『新大陸の希求と発見』」『JMAM人材教育』, 2002

### 翻訳活動
- ゲーリー・ハメル, C.K. プラハラード『コア・コンピタンス経営』日本経済新聞社, 1995
- ノール・M・ティシー『リーダーシップ・エンジン： 持続する企業成長の秘密』東洋経済新報社, 1999

### 研究報告書
- 「独創性を追求する中小企業――コア・コンピタンスで未来を切り開く」中小企業事業団, 1997
- 「進化するしにせ企業――断絶的変化を克服する道」中小企業事業団, 1998
- 「インターネット・ビジネスならびにナレッジ・マネジメントに関する最新事情の研究」（富士通株式会社による調査委託研究）, 2000
- 「ナレッジ・ビジョン1」（富士通株式会社による調査委託研究）, 2001
- 「ナレッジ・ビジョン2」（富士通株式会社による調査委託研究）, 2002

（学会発表）
- "MYCOM: An Organization Creating, Capturing, and Capitalizing on Knowledge Capital --- The Role of Knowledge Enablers for Developing Knowledge-Based Competence of Firms." (as the first author with Ikujiro Nonaka) Paper Presented at the 16th Annual International Conference of Strategic Management Society, Phoenix, Arizona USA, 1996
- "Focused Generalists: Organizational Renewal of Japanese Electronics Corporations." (as the first author with Ikujiro Nonaka) Paper Presented at the 17th Annual International Conference of Strategic Management Society, Barcelona, Spain, 1997
- 「『場』作りのマーケティング： 知識創造理論のマーケティングへの応用」日本ナレッジ・マネジメント学会第1回年次大会, 1998
- "One Structure Does Not Fit All: Sony's Strategic Renewal of Organizational Structure." (as the fist author with Ikujiro Nonaka) Paper Presented at the 18th Annual International Conference of Strategic Management Society, Orlando, Florida, USA, 1998
- "A New Value Chain in the Digital Era: Sony's Strategic Effort for Creating a New Information-based Value Chain." Paper Presented at the 19th Annual International Conference of Strategic Management Society, Berlin, Germany, 1999
- "The Japanese Management in Evolution, Corso Japan at the Crossroads." Institute Per Gli Studi Di Politica Internazionale Corso, Milan, 2000

（雑誌記事）
- 「"ベストからの学習" こそGE メディカル躍進の秘密」『ダイヤモンド・ハーバードビジネスレビュー』（『ベンチマーキングの実践と理論』ダイヤモンド社, 1995年に所収）, 1995
- 「究極の企業力『コア・コンピタンス』とは何か」『マネジメント21』（『講談社版ビジネスフォーラム』「実践ファイル編」1996年に所収）, 1995
- 「日本企業の変身： 『フォーカスド・ジェネラリスト』を目指して」『技術と経済』, 1997
- 「日本企業はなぜ戦略提携が苦手か―真の戦略家になるための四つの提言」『週刊東洋経済』, 1997
- 「知の創造を目指し経営を革新せよ――本社の機能を考え直す」『週刊東洋経済』, 1998
- 「『ルールブレーカー』」の時代――日本企業は創造的破壊をめざせ」『週刊東洋経済』, 1998
- 「事業構想力を強化し、未来を創る」『ＩＴソリューション　フロンティア』2002.10増刊, 2002
- 「ネット・ビジネスのドミナント・デザイン」『エコノミスト』、2000.2.8, 2000
- 「知識創造時代のリーダーシップ」『WORKS』38(2-3月), 2000
- 「ナレッジ・マネジメント、その解釈と意義」『マーケティングディスパッチ』5, 2000

## 受賞
- Best paper award to "Focused Generalists: Organizational Renewal of Japanese Electronics Corporations", Strategic Management Society、1997年
- 日本経営協会経営科学文献賞、1998年
- 日本ナレッジ・マネジメント学会学術賞、1998年
- 日本公認会計士協会中山MCS基金賞、1998年
- Best Business Book of the Year award for 2000 from the Association of American Publisher's Professional and Scientific Publishing division、2001年